# Myjava
|  | Per a altres significats, vegeu «riu Myjava». |

Myjava és una ciutat d'Eslovàquia al marge del riu Myjava. Es troba al nord-oest del país, a prop de la frontera amb Txèquia, a la regió de Trenčín. És capital del districte de Myjava. El 2021 tenia 10.842 habitants.

## Història
La primera menció escrita de la vila es remunta al 1262. Durant les revolucions de 1848, el primer Consell Nacional Eslovac s'hi va reunir a la ciutat després de l'aixecament eslovac. Avui, la casa al carrer Štúrova on es van trobar és el Museu dels Consells Nacionals, integrat en la xarxa del Museu Nacional Eslovac.

## Demografia
| Godina             | 1994   | 2004   | 2014   | 2024    |
| ------------------ | ------ | ------ | ------ | ------- |
| Nombre de persones | 13.244 | 12.884 | 12.042 | 10.453  |
| Diferència         |        | −2,71% | −6,53% | −13,19% |

| Godina             | 2023   | 2024   |
| ------------------ | ------ | ------ |
| Nombre de persones | 10.547 | 10.453 |
| Diferència         |        | −0,89% |

## Persones il·lustres
- Jozef Balej: jugador d'hoquei
- Ján Valach: ciclista

## Ciutats agermanades[4]
- Txèquia Dolní Němčí
- Txèquia Kostelec nad Orlicí
- Noruega Flisa
- Sèrbia Janošik
- Hongria Oroszlány
- Estats Units Little Falls[5]